# Cheiramiona clavigera
Cheiramiona clavigera är en spindelart som först beskrevs av Simon 1897.  Cheiramiona clavigera ingår i släktet Cheiramiona och familjen sporrspindlar. Inga underarter finns listade i Catalogue of Life.